# Extensión universitaria (Universidad de Buenos Aires)
La extensión universitaria, iniciada en el siglo XIX en Europa, se proponía llevar conocimientos universitarios a los sectores sociales que no accedían a la universidad por medio de cursos, conferencias, grupos de lectura, etc. En 1956 la Universidad de Buenos Aires elaboró e implementó una concepción de la extensión acorde con los tiempos que corrían. Para contribuir a remediar problemas sociales no era suficiente llevar “afuera” los conocimientos ya existentes en la Universidad; era necesario que se produjeran cambios importantes “dentro” de ésta. La universidad misma debía transformarse y abrirse a los problemas del país; debía investigarlos y formar estudiantes con sensibilidad social y capacitados para afrontarlos.

## Extensión universitaria

### Extensión universitaria y educación popular (1956-1966)
Hago votos por que la Universidad argentina adopte como lema el obstinado rigor que Leonardo preconizaba como la regla para los trabajos del espíritu…Que profesores, graduados y estudiantes coincidan en este designio de servir con fidelidad al país, a la justicia y a la verdad.
— José Luis Romero
En esta nueva etapa de la UBA se originó un cambio sustancial en la concepción de su misión social y de la extensión universitaria que debía implementarse. Se consideró que la Universidad debía transformarse para dar cabida, en su enseñanza e investigación, a los grandes problemas sociales y a las necesidades del país. Desde entonces se da así la misma importancia a la Extensión Universitaria que a la Enseñanza y la Investigación, como pilares de la Universidad.
Extensión Universitaria debía proporcionar a las cátedras oportunidades de acercarse a algunas de estas necesidades del entorno del que la UBA formaba parte. Debía brindar servicios para atender a sus requerimientos, pero al mismo tiempo investigar estos problemas y posibilitar la formación de profesionales deseosos y capaces de abocarse a su solución.
Uno de los primeros cambios producidos “dentro” de la UBA consistió en la puesta en práctica de la educación popular en los programas de extensión universitaria. 
El trabajo debió interrumpirse tras el golpe militar de 1966 que derrocó al Presidente Arturo Umberto Illia, intervino las universidades y reprimió a profesores y estudiantes en la Noche de los Bastones Largos.

### Antecedentes
La actividad de extensión universitaria se inició en Inglaterra en el S XIX y se expandió a varios países. Consistía en llevar afuera conocimientos universitarios, con cursos y conferencias destinados a sectores que no podían concurrir a la Universidad. En la actualidad este criterio prevalece en Europa y EE. UU. y la Encyclopedia Britannica la define en esos términos.
En nuestro país esta modalidad tuvo gran desarrollo a principios del S XX en la Universidad de La Plata, impulsada por Joaquín V. González, su Presidente de 1905 a 1918. 
El movimiento estudiantil de la Reforma Universitaria de 1918 enfatizó la responsabilidad social de la Universidad y sentó las bases para darle a la extensión universitaria tanta importancia como a la docencia e investigación.
En Uruguay, en el ámbito de Formación Docente, surgen en 1945 “las Misiones Socio-Pedagógicas como iniciativa de la Asociación de Estudiantes Magisteriales de Montevideo, con el fin de tomar contacto con la realidad rural y sus problemas (sociales, pedagógicas y culturales)”, con la finalidad de formar mejor a los futuros maestros de áreas rurales. Los participantes pronto advirtieron que era necesario también ocuparse de necesidades esenciales de la población y empezaron a contar con la colaboración de estudiantes universitarios de medicina, agronomía, etc. Si bien la experiencia uruguaya no se denominó “extensión universitaria”, puso énfasis en la necesidad de contacto directo del estudiante con la realidad social para su mejor formación y dejó profundas huellas en los pobladores y en cientos de maestros.

### La Reforma Universitaria de 1918
La Reforma se produjo en Córdoba en una universidad especialmente retrógrada y arbitraria. Algunos de los cambios que los estudiantes exigían ya habían sido reclamados en otras universidades en años anteriores y puestos en práctica en algunas de ellas.
La lucha duró varios meses, iniciada en abril y recién triunfante en septiembre. La inusitada violencia con que fue combatida y reprimida, la lucidez y coherencia de sus formulaciones, la capacidad que tuvo de captar el espíritu de los tiempos que agitaba a Latinoamérica (y en parte también a Europa), todo ello confluyó para transformar la Reforma en un hito histórico que se propagó con rapidez en toda Latinoamérica.
Durante el desarrollo de este Movimiento, que exigía una universidad democrática y científica, con autonomía universitaria, gobierno tripartito, cátedras por concurso, etc., se realizó el Primer Congreso Nacional de Estudiantes Universitarios, reunido en Córdoba del 21 al 30 de julio de 1918. Allí se sientan las “Bases para la Nueva Organización de las Universidades Nacionales”. En la síntesis de sus postulados se expresa: Décimo: Extensión universitaria. Fortalecimiento de la función social de la Universidad. Proyección al pueblo de la cultura universitaria y preocupación por los problemas nacionales.
Las funciones que la sociedad ha atribuido a las universidades varían en distintas épocas y lugares. Desde la creación de las universidades en la Baja Edad Media, sus funciones se han ido transformando a lo largo de la Historia. Desde el S XIX la sociedad espera de ellas no sólo que “transmitan” conocimientos (docencia) sino que también “produzcan” conocimientos nuevos (investigación). A estas dos funciones se agrega en Latinoamérica, tras la Reforma del 18, la función social (extensión).
La nueva concepción de la extensión universitaria que se instauró en 1956 se fue elaborando durante los años previos: por fuera de las aulas, estudiantes reformistas -y humanistas- y jóvenes graduados estudiaban, debatían, reflexionaban, y junto con varios profesores, ideaban la Universidad que el país necesitaba. Reflexionaban sobre la aplicación de los principios y el espíritu de la Reforma del 18 adecuando la metodología a los años cincuenta.

### Extensión Universitaria desde 1956
Tras el golpe de Estado de septiembre de 1955 que destituyó a Juan Domingo Perón, estudiantes y graduados de inmediato tomaron la universidad el 23 de septiembre de 1955 bajo el lema: “nosotros somos la Universidad”. Ante la presión estudiantil el gobierno aceptó la propuesta de estudiantes y graduados y designó Rector Interventor al Profesor José Luis Romero, quien asumió el 1º de octubre. El 23 de diciembre el Decreto Ley 6403 incorpora los principios de la Reforma Universitaria, que con pocas modificaciones constituyen el Estatuto que rige a la UBA. El 26 de enero de 1956 el Rector resuelve la creación del Instituto de Extensión Universitaria y nombra una Comisión con carácter honorario que en el término de un mes determine sus objetivos y modo de acción; la integraban Risieri Frondizi, Gino Germani, Guillermo Savloff, Juan Carlos Lito Marín y Noé Jitrik.
El Instituto de Extensión Universitaria recién creado (posteriormente Departamento de Extensión Universitaria) da a conocer a profesores y estudiantes su concepción señalando que el cumplimiento de la función social de la Universidad requiere cambios en la estructura universitaria misma; que debe salir de su “enclaustramiento” para “encarar con todos sus recursos los problemas concretos del pueblo” y contribuir a solucionarlos; que debe desarrollar en el estudiante su responsabilidad social para que una vez graduado sepa trabajar por el progreso de toda la comunidad. Subraya el hecho de que hasta ese momento en la Universidad “los campos de investigación, los problemas y las necesidades culturales quedan restringidas sólo a esos pocos sectores” [aquellos de interés para quienes tienen el privilegio de acceder a la universidad]. Ya no se trataba, pues, de “llevar” temas del saber universitario al “afuera” mediante cursos y conferencias; se trata de “realizar” extramuros el trabajo de los estudiantes y sus profesores, de aplicarlo a los problemas reales del pueblo y del país que lo requieran; se buscaba cumplir simultáneamente dos metas estrechamente vinculadas: (a) brindar un servicio que la sociedad necesita, y a través de este servicio (b) lograr que las cátedras universitarias investiguen problemas acuciantes del país y formen estudiantes con sensibilidad social y capaces de abordarlos.

### Responsabilidad social de la Universidad Latinoamericana
Esta nueva concepción de la Extensión Universitaria se planteaba como un requerimiento a las universidades latinoamericanas, debido a dos condiciones específicas de este continente. Por un lado sus graves deficiencias sociales y económicas desatendidas y por el otro una sociedad hasta el momento con escasas políticas para atenderlas. Las universidades eran, en Latinoamérica, las únicas instituciones capaces de ocupar esa función vacante. 
José Luis Romero lo reseña pocos años después en la III Asamblea General de la Unión de Universidades de América Latina realizada en septiembre de 1959 en Buenos Aires. Allí presenta un “Documento” en el que fundamenta este requerimiento:
La Universidad latinoamericana de nuestro tiempo es una institución a la que se le exige mucho más -y en diversos planos- que a la Universidad europea o norteamericana. Son éstas, exclusivamente, centros de enseñanza y de investigación, y la colectividad no espera de ellas sino lo que prometen, puesto que para otras necesidades colectivas hay, o surgen fácilmente, otros órganos destinados a satisfacerlas. […] La actual estructura de la Universidad latinoamericana […] no constituye el instrumento eficaz que la sociedad y la cultura de los países latinoamericanos requieren hoy para afrontar sus necesidades materiales y espirituales. […] Si acepta las responsabilidades que supone contribuir al desarrollo del proceso universal de cambio y acepta también las que entraña sumarse a la renovación nacional y regional dentro del orden de la universalidad, habrá llegado el momento de que la Universidad latinoamericana revise a fondo el sistema de sus fines, de sus formas de acción, su estructura funcional y, sobre todo, sus relaciones con el contorno social. 

### Programas de extensión 1956-1966
Los programas más vastos y prolongados que desarrolló el Departamento de Extensión Universitaria de la UBA fueron: la Planta Piloto de Educación y Organización de la Comunidad para el Desarrollo Social localizada en Isla Maciel de 1956 a 1966, destinada a una población de diez a doce mil habitantes (la mitad de los cuales vivía en una villa miseria), y los Seminarios de Educación de Adultos de duración anual realizados desde 1961 hasta 1966.
Otros programas fueron los Ciclos Radiofónicos desarrollados en 1957 y 1958, la labor de reactivación de Bibliotecas Populares en 1957 y 1958 y desde 1962 a 1966, la participación en Entrenamiento Industrial con estudiantes de Ingeniería y Química desde 1961 a 1966 y el Asesoramiento a Sindicatos realizado de 1956 a 1958.
En todos estos programas coincidían la atención a una necesidad de la sociedad y la formación de universitarios en esa área. Participaron en los programas numerosas cátedras de las facultades y carreras de la UBA: Antropología, Arquitectura, Ciencias de la Educación, Ciencias Económicas, Derecho, Enfermería, Farmacia y Bioquímica, Ingeniería, Literatura, Medicina, Obstetricia, Odontología, Psicología, Servicio Social, Sociología... Prestaron servicios, realizaron investigaciones y cientos de estudiantes universitarios cursaron, dentro de estos programas, Trabajos Prácticos (bajo supervisión de docentes del DEU y de las Cátedras).
La acción de Extensión Universitaria fue firmemente apoyada por los rectores Risieri Frondizi e Hilario Fernández Long, por varios Decanos, entre ellos Florencio Escardó, Manuel Sadovsky y  Rolando García y por numerosas Cátedras de todas las facultades de la UBA.
A partir del golpe militar que derrocó al Presidente Illía en 1966, los principios reformistas fueron suprimidos de las universidades por casi dos décadas y reinstaurados por el presidente R. Alfonsín, quien asumió el 10 de diciembre de 1983 y el 13 de diciembre sancionó el Decreto 154/83. 

### Educación y organización para el desarrollo social: Isla Maciel
Entre 1956 y 1966 la Planta Piloto de Isla Maciel realizó un trabajo comunitario integral que abarcó varias áreas, todas ellas interrelacionadas: salud, vivienda, deserción escolar, tiempo libre, servicio social, y asociacionismo.
El Servicio Social trabajaba con las familias, los grupos y la comunidad, en todas las áreas: salud, vivienda, educación y asociacionismo. Además conectaba las familias con los grupos e instituciones comunitarias y a las instituciones entre sí y con los organismos públicos.
En 1957 los vecinos solicitaron al DEU asesoramiento para constituir una Cooperativa de Consumo. En 1961 crearon las Uniones Vecinales  de Calle Pinzón y de Quinta Mota, dedicadas al mejoramiento de las condiciones de la villa, a gestiones en representación de los socios, etc.
La atención en salud se inició  con un médico domiciliario. En 1957,a solicitud de los vecinos fue nuevamente habilitado un dispensario del barrio de 40 m², el que fue ampliado por los vecinos a 70 m².. En 1960 se inició en este local un Centro de Salud cuyo Programa de Medicina Integral fue elaborado con el asesoramiento de la Escuela de Salud Pública de la UBA, que equivalía al concepto de Atención Primaria en Salud definido por la Organización Mundial de la Salud OMS en 1978. En 1961 la Cooperadora del Centro de Salud, creada en 1957, logró comprar un terreno de 324 m² que donó al Ministerio de Salud Pública de la Provincia con cargo de construir un nuevo local para el Centro de Salud; este fue inaugurado en 1963 con una superficie cubierta de 210 m².
El Centro realizó numerosas campañas sanitarias, con la colaboración de los clubes y asociaciones vecinales del barrio y del Servicio Social. El Programa de Medicina Integral abarcaba fomento materno-infantil, control de lactantes y embarazadas; atención a la morbilidad; inmunización de grupos vulnerables y control de enfermedades transmisibles; control de enfermos tuberculosos. En 1965 el Centro había atendido 23.935 consultas.
Para resolver el problema de la vivienda los vecinos, asesorados por el DEU, constituyeron en 1957 la Cooperativa de Vivienda Isla Maciel, cuyos trámites y gestiones demandaron muchos años; en 1959 obtuvieron los 90.000 m² de terreno destinado a las viviendas (Ley Nacional N° 14.861). En 1963 el Banco Interamericano de Desarrollo (BID) preadjudicó un crédito destinado a la Cooperativa y lo adjudicó en 1966. Varios universitarios continuaron asesorando a la Cooperativa a título personal tras su renuncia en 1966. En 1967 comenzó la construcción, que finalizó en 1972 con la inauguración de 198 viviendas (la “primera etapa” del proyecto).
En 1957, de la población en edad escolar de las villas miseria de Avellaneda, el 60% abandonaba la escuela a los 8 o 9 años. El DEU atendió este problema desde el inicio de su acción, implementando una Escuela Vespertina con una metodología flexible, aceptadora y personalizada; a lo largo de los diez años de trabajo se escolarizaron allí más de dos tercios de la población de 10 a 16 años que había abandonado la escuela. En 1957, junto con la Secretaría de Salud Pública y Acción Social de la Municipalidad, el DEU organizó los Centros de Recreación de doble jornada, con desayuno, almuerzo y merienda, destinados a la prevención y detección precoz de la deserción escolar: los alumnos en riesgo, con el apoyo del Servicio Social, concurrían al Centro en el contraturno de la escuela para reforzar el aprendizaje con técnicas activas y de recreación.
En 1963 el DEU creó un Centro Juvenil destinado a ofrecer actividades socioculturales, recreativas y deportivas a jóvenes de catorce a veinte años. Al mismo tiempo había talleres de iniciación laboral y derivación a cursos técnicos. La concurrencia creció año a año confirmando la necesidad de este tipo de actividades del tiempo libre: de los cuarenta participantes iniciales se pasó a ochenta y finalmente a doscientos treinta.

## Educación Popular y Extensión Universitaria
El artículo 74 del Estatuto Universitario de la UBA afirma que “La Universidad mediante la extensión universitaria, participa de la responsabilidad de la educación popular.” Los programas de extensión universitaria encarados entre 1956 y 1966 por la UBA integraban dos aspectos: por un lado la labor de docencia e investigación de diversas cátedras universitarias; por el otro, el trabajo educativo y social de extensión, abierto a estas cátedras; este trabajo formaba parte de la educación popular. 

### Antecedentes
La expresión educación popular designa diversos fenómenos similares pero no idénticos, que, según sea la lengua utilizada, también se denominan educación de adultos. Es así que el encuentro organizado en 1950 por UNESCO en Kreusztein-Mondsee, Austria, aparece  denominado como Seminario de Estudios sobre Educación Popular en francés y castellano, y en inglés el mismo encuentro se titula Seminario Internacional sobre Educación de Adultos.
En el S XIX el término se refería principalmente a la educación universal e igualitaria que el Estado debía proveer a todos los habitantes sin distinciones, a la educación pública; era la concepción de Condorcet y Sarmiento, que aspiraban a la formación de adultos partícipes en el desarrollo de la democracia. El rol de la educación en el progreso y la reforma sociales ya lo anticipa a fin de siglo en Estados Unidos J. Dewey.
En el S XX la concepción de la educación popular fue poniendo cada vez mayor énfasis en la necesidad educativa de jóvenes y adultos inmersos en un mundo de cambio acelerado, y necesitados de más herramientas para comprender sus condiciones de vida y actuar sobre ellas. Desde mediados de siglo se la caracteriza como aquella educación que estimula la promoción y transformación social solidaria junto con una formación personal integral.

### Educación Popular: transformación personal para un cambio social; metodología
Desde principios del S XX se expande la necesidad de una educación permanente y de una educación no formal para los jóvenes y los adultos, y se acrecienta su toma de conciencia por los organismos públicos y entidades de bien público. Se busca una pedagogía acorde con las necesidades de una educación que se dirige a los adultos de clase popular, obreros y empleados con poca escolarización formal. Durante el período de entreguerras y tras el fin de la Segunda Guerra Mundial, se realizaron numerosas experiencias de educación popular y se desarrollaron varias metodologías, las que presentan muchos elementos comunes.

### lnglaterra
En 1919 en Inglaterra una investigación sobre las necesidades de educación de toda la población dio origen al “Informe Final del Comité de Educación de Adultos, de 1919” presentado al Ministerio de la Reconstrucción. El informe considera a la educación como un instrumento de ciudadanía y por lo tanto necesaria a lo largo de todas las edades de la vida. El Informe 1919, como se lo llama, constituye un antecedente temprano de la educación permanente.

### España
Durante la Segunda República Española, desde 1931, se desarrollaron las Misiones Pedagógicas, una “escuela ambulante”, con la cual unos cientos de voluntarios recorrieron unas siete mil aldeas y pueblos, con la “finalidad de difundir la cultura general, la moderna orientación docente y la educación ciudadana”; entre 1931 y 1936 crearon bibliotecas, llevaron libros, dieron funciones de teatro, títeres, cine, música, dieron cursos para maestros. En un país con entre 30 y 40% de analfabetismo y un millón de niños no escolarizados se dio fuerte impulso a construcción de miles de escuelas y a la educación pública. Las Misiones fueron desmanteladas al comenzar el franquismo.

### Francia
Un desarrollo metodológico que adquirió amplia difusión es el Entrenamiento Mental (EM) elaborado por Joffre Dumazedier, puesto a punto desde 1942, durante la Resistencia francesa a la ocupación. En el maquis convivían y luchaban juntos obreros y universitarios, y en este contexto prosperó el desarrollo EM. Dumazedier comenzó a buscar un método en 1935, cuando al dar clase a sus antiguos compañeros de primaria en un secundario obrero nocturno, advirtió las trabas que experimentaban para el aprendizaje.
A principios de 1945, tras la liberación de París, Dumazedier creó junto con Benigno Caceres, Paul Lengrand y Joseph Rovan, el movimiento Pueblo y Cultura, que implementaba el EM, y que continúa teniendo vigencia en la actualidad, en la Educación de Jóvenes y Adultos y Educación Popular. 
La meta del EM es el desarrollo de actitudes activas y el estímulo de la expresión, más que la “adquisición” de conocimientos o técnicas. Parte de temas problemáticos concretas de la vida de los participantes, es eminentemente grupal y comunicacional, y ejercita “metódicamente” la capacidad de análisis del medio; pone en juego ordenadamente las operaciones de observación, relación, reflexión y acción, que conducen a la comprensión de la situación analizada y del papel que desempeñan en ella. Promueve el pensamiento lógico, la sensibilidad ante la complejidad del mundo (dialéctica), y la ética de la responsabilidad social.

### UNESCO
También en 1945 nace la Unesco, que desde su primera Conferencia Internacional de 1946 encabeza su programa con el tema de la difusión del saber por medio de la enseñanza y de la información de masas; se plantea una educación básica y la lucha contra el analfabetismo. En 1947 el educador chino James Yen plantea: “Tres cuartas partes del mundo está falto de vivienda y ropa, subalimentado y es analfabeto” Entonces se amplía la meta requerida a la educación fundamental o básica: se incluye, junto con el proceso de enseñanza, el mejoramiento de las condiciones de vida.
Se desarrolla así un amplio programa y las dos primeras Conferencias Internacionales de Educación de Adultos en Elsinor (1949) y en Montreal (1960) constituyen hitos en este desarrollo. En 1958 se abandona el término “educación fundamental” porque creaba confusión, a pesar de haber sido elegido en 1947 tras descartar otros (educación básica, educación popular, educación de masas, alfabetización) por las connotaciones que cada uno de esos vocablos tenía en diversas lenguas.

### Brasil
Freire, activo católico progresista, tuvo acceso desde los años 30 a la corriente de la Nueva Escuela o educación progresista introducida en Brasil por Anisio Texeira, quien estudió con Dewey a fines de los años 20. En 1960, cuando llegó a Brasil el profesor Germano Coelho trajo de Francia el movimiento Pueblo y Cultura, denominándolo Movimiento de Cultura Popular MCP, en el que participó Paulo Freire.  Al MCP también llegó en 1961 el material de la campaña de alfabetización cubana. 
El método de alfabetización creado por P.Freire, probado exitosamente en 1962, provocó un interés arrollador y sobre su base se organizó durante 1963 una Campaña Nacional de Alfabetización, suprimida por la dictadura militar de Brasil, transcurrida entre 1964 y 1985.
Freire había hecho una intensa experiencia educativa en su trabajo en el Servicio Social de la Industria SESI, desde 1947 como jefe del departamento de educación y cultura y desde 1954 como director de la institución, hasta su dimisión por las críticas a su modo de administración democrático y libre. 
El Método Freire busca las palabras generadoras dentro del propio vocabulario de los alfabetizandos y de su medio cultural; y selecciona aquellas más cercanas a su experiencia vital y a la vez de mayor riqueza silábica. El trabajo es grupal (Círculos de Cultura) activo y dialógico y promueve la comunicación acerca de las imágenes visuales (láminas, diapositivas, etc.) que acompañan a la palabra: “Me gusta discutir sobre esto porque vivo así; mientras vivo no veo; ahora sí, observo cómo vivo”. Una vez aprehendido el vocablo, al usar las sílabas para hacer nuevas palabras y luego ilustrarlas plásticamente, el alfabetizando percibe su capacidad de crear.
La filosofía educativa y método de Freire, concebidos como instrumento para la “liberación del oprimido”, en ocasiones se denominan Educación popular. 

### Argentina: Extensión Universitaria UBA
Los desarrollos de UNESCO así como la filosofía, método y experiencias de EM y Peuple et Culture eran avances recientes en Educación Popular cuya teoría y práctica formaron parte de los programas desarrollados por el DEU desde su inicio en 1956.
Las palabras escritas por el primer director del DEU brindan una aproximación a la modalidad de trabajo en todos sus programas: “Acentuar los objetivos de toma de conciencia de los problemas inmediatos y mediatos que afectan el desarrollo local, de participación social activa de las capas más bajas de la población, de florecimiento de actitudes de agrupación y solidaridad en su seno”.